# Lâu đài Läckö

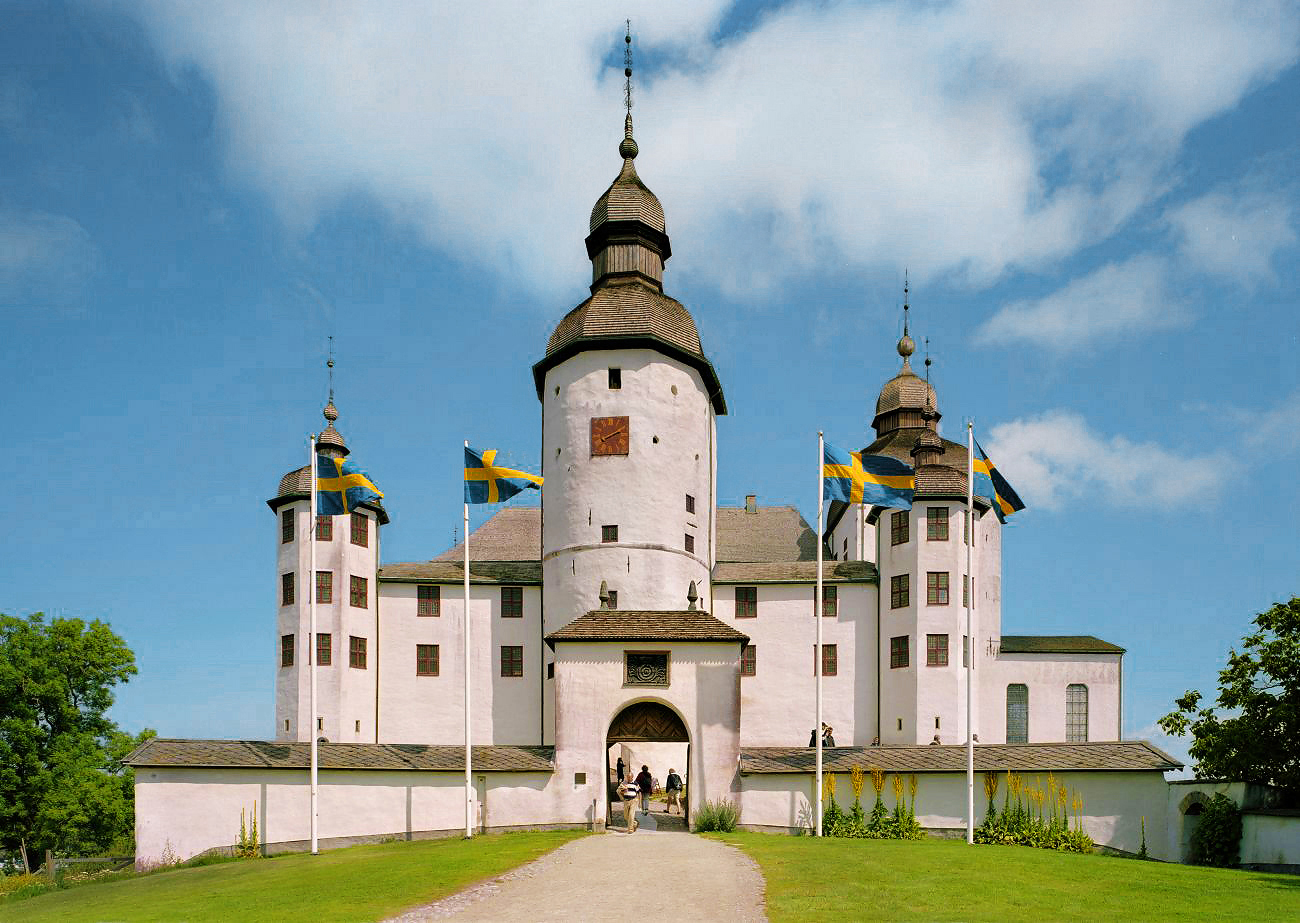
Lâu đài Läckö vào tháng 7 năm 2004

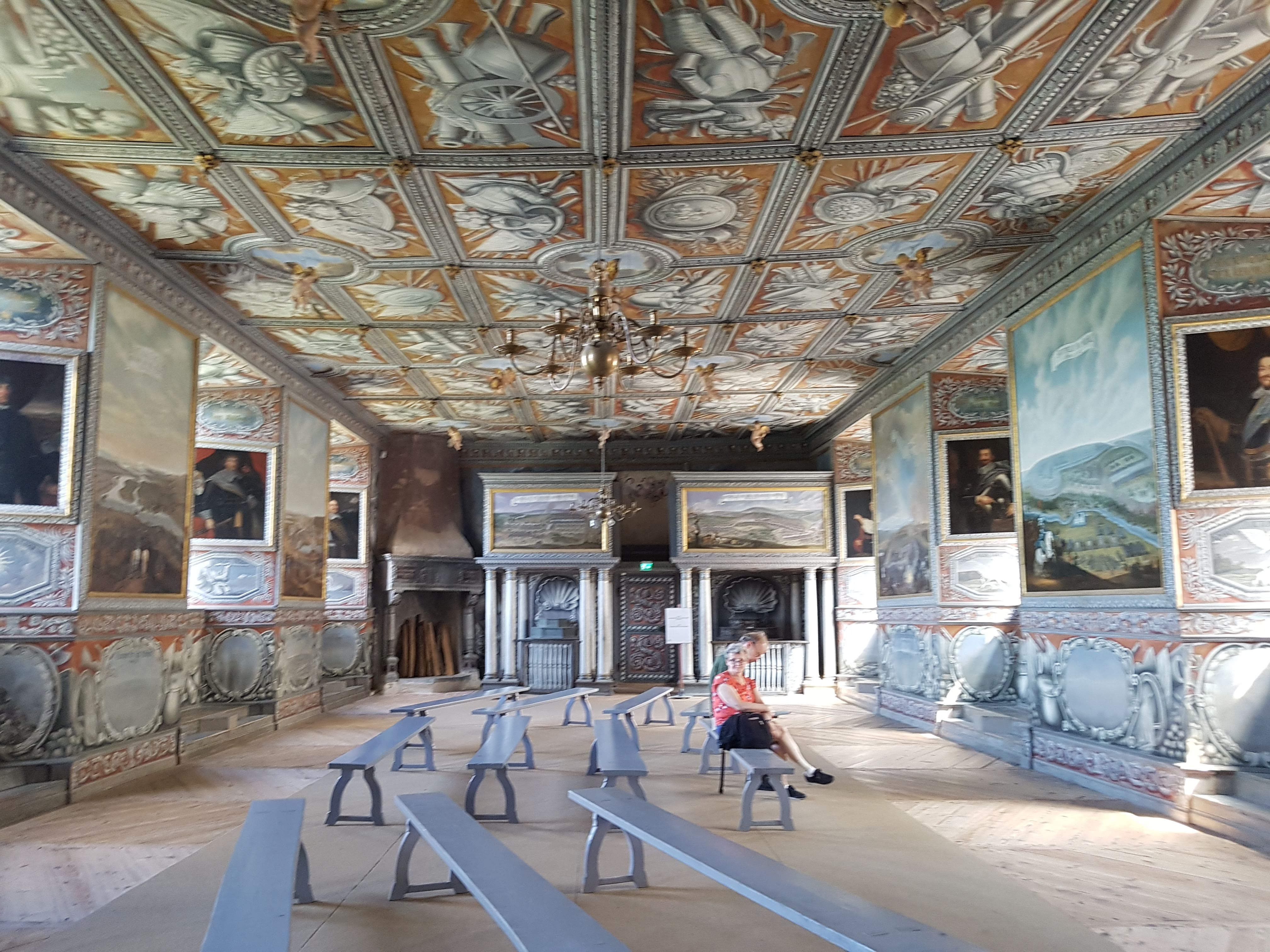
Kungssalen, phòng ăn lớn của lâu đài Läckö

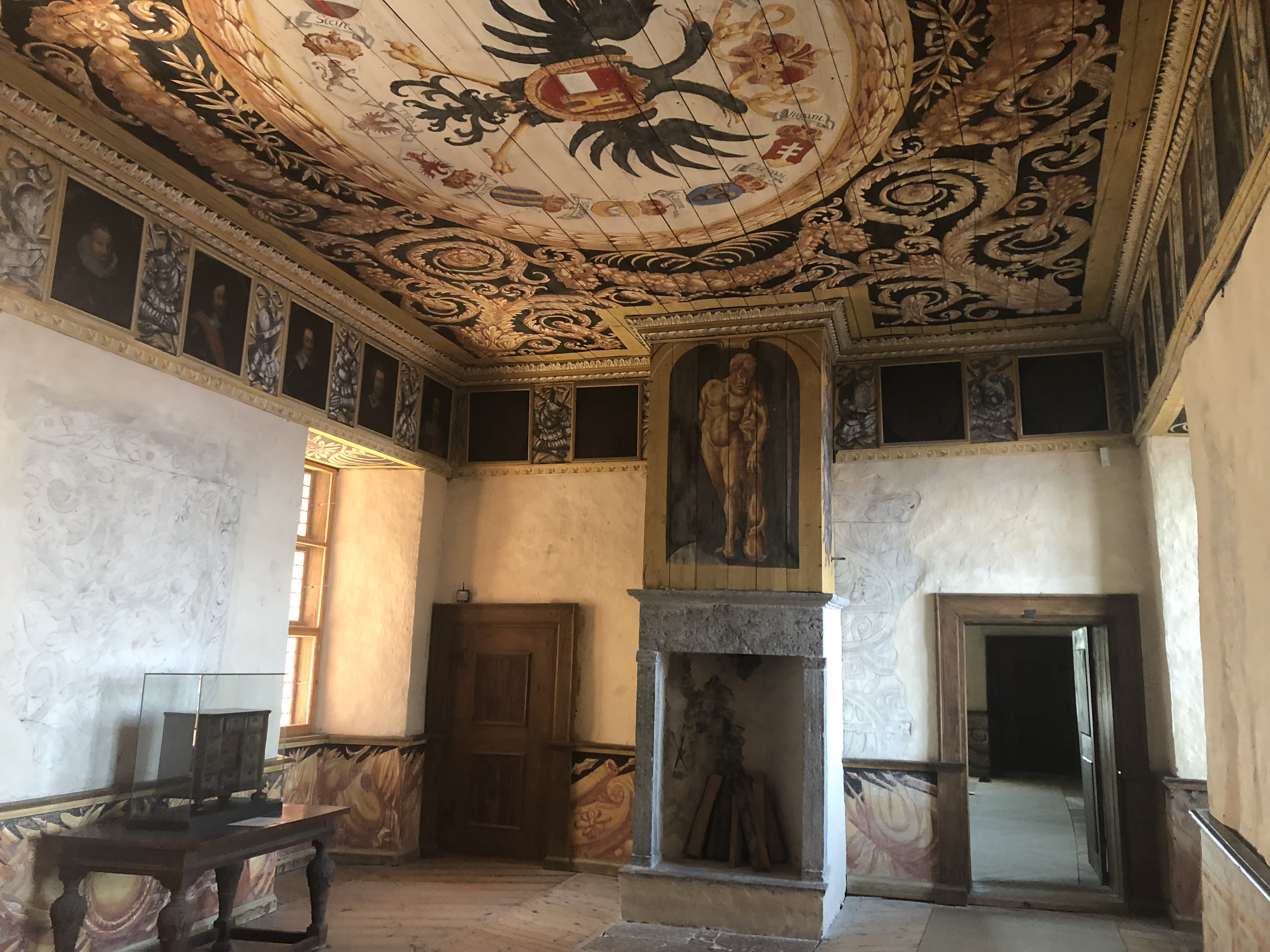
Nội thất trong lâu đài Läckö

Lâu đài Läckö (tiếng Thụy Điển: Läckö Slott) là một lâu đài thời trung cổ ở Thụy Điển, nằm trên đảo Kållandsö ở Hồ Vänern, 25 km về phía bắc của Lidköping ở Västergötland, Thụy Điển.

## Lịch sử
Brynolf Algotsson, Giám mục Skara, đã đặt nền móng cho một lâu đài kiên cố vào năm 1298 ban đầu là một pháo đài bao gồm hai hoặc ba ngôi nhà được bao quanh bởi một bức tường. Sau một vụ hỏa hoạn trong những năm 1470, pháo đài được mở rộng bởi giám mục Brynolf Gerlachsson. Sau cuộc cải cách năm 1527, vua Gustav I của Thụy Điển đã sở hữu lâu đài.
Năm 1615, nguyên soái Jacob Pontusson De la Gardie đã được quyền sở hữu lâu đài. Ông đã bắt tay vào mở rộng lâu đài. Cổng vào sân chính đã được thêm vào trong thời kỳ của ông, cũng như các bức bích họa mô tả con người và các nhà máy uốn lượn được tìm thấy trong các hốc, cầu thang và các phòng trên tầng ba. Năm 1654, Bá tước Magnus Gabriel De la Gardie khởi xướng các dự án xây dựng lớn tại Läckö. Một tầng thứ tư được xây dựng trong tòa nhà chính và một số nghệ sĩ đã được thuê để trang trí các bức tường và trần của lâu đài.
Ngày nay, lâu đài Läckö là một di tích quốc gia và được quản lý bởi Ủy ban Tài sản Quốc gia từ năm 1993. Ủy ban Tài sản Quốc gia (tiếng Thụy Điển: Statens fastighetsverk), Quỹ Lâu đài Läckö (tiếng Thụy Điển: Stiftelsen Läckö Slott) và Bảo tàng Mỹ thuật Quốc gia (Thụy Điển: Nationalmuseum) làm việc cùng nhau để duy trì và trang bị lâu đài theo phong cách thời kỳ Baroque.